# August Cesarec
August Cesarec (* 4. Dezember 1893 in Zagreb, Österreich-Ungarn; † 17. Juli 1941 bei Zagreb, Unabhängiger Staat Kroatien) war ein serbokroatischsprachiger Schriftsteller, Übersetzer, Publizist und Politiker, der mit 47 Jahren vom faschistischen Marionettenregime des Unabhängigen Staats Kroatien hingerichtet wurde. Kindlers Neues Literaturlexikon rechnet den aktiven Kommunisten neben Miroslav Krleža „zu den bedeutendsten sozial engagierten Autoren der kroatischen Literatur zwischen den Weltkriegen“. Auf Deutsch liegen Bücher von Cesarec bislang nicht vor.

## Leben
Schon der Zagreber Student schloss sich den nationalistischen Kräften an, die für den Sturz der Donaumonarchie und einen eigenständigen Staat aller Südslawen wirkten. 1912 wurde Cesarec zu drei Jahren Gefängnis wegen Mittäterschaft an der Ermordung des kaiserlichen Kommissars Slavko Cuvaj verurteilt, musste aber nur zwei Jahre absitzen. In der Haft befasste er sich unter anderem mit den Schriften Stirners und Kropotkins. Als Soldat im Ersten Weltkrieg erwärmte er sich allerdings für die Russische Revolution und den Marxismus-Leninismus. Nach dem Krieg trat er der jungen Kommunistischen Partei (Jugoslawiens) bei. Im Parteiauftrag verreiste er öfter, darunter nach Moskau und ins republikanische Spanien. Gleichwohl widmete sich Cesarec stets dem Schreiben von Erzählungen und sogar einer Studie über Psychologie (veröffentlicht 1932). Er hatte sich bereits als Jugendlicher für Literatur begeistert und 1919 gemeinsam mit Miroslav Krleža die literarische Zeitschrift Plamen (Flamme) gegründet, die allerdings bald verboten wurde. Das Heraufkommen des Faschismus drängte den Parteiarbeiter Cesarec in den Untergrund. Im März 1941, wenige Tage vor dem Einmarsch der Achsenmächte, wurde er mit 90 anderen linken Intellektuellen seines Landes inhaftiert. Nach dem Einmarsch wurden die Gefängnisse vom neuen, hitlerfreundlichen Ustascha-Regime übernommen. Zwar organisierte die KP einen Häftlingsausbruch, doch die meisten Flüchtlinge wurden wieder eingefangen und kurzerhand hingerichtet, unter ihnen auch Cesarec.

## Ehrungen

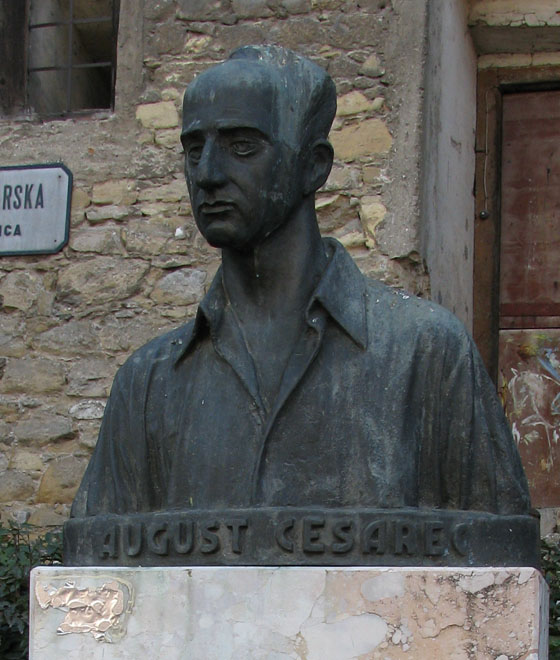
Büste von August Cesarec in Zagreb

In der viertgrößten Stadt Kroatiens Osijek ist eine Straße, in Zagrebs Altstadt ein ganzer Stadtteil nach August Cesarec benannt.

## Werke
- Đački pokret, Zagreb 1912 (unter dem Pseudonym Budislav Mirković)
- Stihovi, Gedichte, Zagreb 1919
- Sudite me, Zagreb 1922
- Careva kraljevina, Roman, 1925 (Des Kaisers Königreich)[2]
- Stjepan Radić i republika, Zagreb 1925
- Za novim putem, Zagreb 1926
- Zlatni mladić i njegove žrtve, Novelle, Koprivnica 1928[3]
- Uskrs i smrt cara Lazara, Erzählung, 1928 (Auferstehung und Tod des Fürsten Lazar)
- Tonkina jedina ljubav, Erzählung, 1931 (Tonkas einzige Liebe)
- Psihoanlazia i individualna psihologija, Studie, 1932 (Die Psychoanalyse und die Individualpsychologie).[4]
- Bjegunci, Zagreb 1933
- Današnja Rusija, Zagreb 1938 (unter dem Pseudonym Vuk Korneli)
- Španjolski susreti, Toronto 1938
- Izraelov izlazak i druge legende, Zagreb 1938
- Novele, Zagreb 1939
- Putovanje po Sovjetskom Savezu, Zagreb 1940
- Na Ukrajini, Zagreb 1940
- Kod sovjetskih malih naroda, Zagreb 1940
- Sin domovine, Zagreb 1940

Posthum veröffentlicht
- Smijeh Jude Iškarijota, Erzählung, Zagreb 1946
- Put u novi život, Zagreb 1947
- Slučaj kolportera Ferića, Zagreb 1949
- Legende i druge pripovijesti, Zagreb 1951
- Kći crne ruke – Ćuk u njenome duplju, Zagreb 1951
- Kriza stranke prava i  naši 'komunari' 1871, Zagreb 1951
- Majka božja bistrička, Roman, Zagreb 1955
- Izabrane pjesme, Zagreb 1961
- Izbor članaka, Belgrad 1962
- Svjetlost u mraku, Zagreb 1963
- Na posljednjim tračnicama, Zagreb 1963
- Eseji i putopisi, Zagreb-Belgrad-Sarajevo 1964
- Otkriće, Dramen und Fragmente, Zagreb 1965
- AUGUST CESAREC I, Zagreb 1966
- Brodolom obitelji Rožman, Belgrad 1968
- Bijeli lutalac, Zagreb 1982